# Вовковинецька селищна рада
Вовковине́цька се́лищна ра́да — орган місцевого самоврядування Вовковинецької селищної громади Хмельницького району Хмельницької області. Розташована в смт Вовковинці.

## Склад ради
Рада складається з 20 депутатів та голови.
- Голова ради: Рибчинський Роман Цезарович
- Секретар ради: Розводівська Ніна Броніславівна

### Керівний склад попередніх скликань
| Прізвище, ім'я, по батькові | Основні відомості                                                                                               | Дата обрання | Дата звільнення |
| --------------------------- | --- | ------------ | --------------- |
| Мацюк Сергій Григорович     | Селищний голова, 1959 року народження, член Народної партії                                                     | 26.03.2006   | 09.07.2009      |
| Рибчинський Роман Цезарович | Селищний голова, 1965 року народження, освіта середня спеціальна, член Всеукраїнського об'єднання «Батьківщина» | 31.10.2010   |                 |

Примітка: таблиця складена за даними сайту Верховної Ради України

### Депутати
За результатами місцевих виборів 2010 року депутатами ради стали:

#### За суб'єктами висування
| Суб'єкт висування           | Кількість обраних депутатів | %  |
| --------------------------- | --------------------------- | -- |
| Партія регіонів             | 7                           | 35 |
| Комуністична партія України | 6                           | 30 |
| Народна партія              | 3                           | 15 |
| Самовисування               | 3                           | 15 |
| Партія «Демократичний Союз» | 1                           | 5  |

#### За округами
| № округу                    | Прізвище, ім'я, по батькові      | Дата визнання обраним | Освіта             | Партійна приналежність            | Відомості про обраного депутата                                       |
| --------------------------- | -------------------------------- | --------------------- | ------------------ | --------------------------------- | --------------------------------------------------------------------- |
| Комуністична партія України |                                  |                       |                    |                                   |                                                                       |
| 1                           | Реверчук Василь Іванович         | 04.11.2010            | вища               | член Комуністичної партії України | пенсіонер                                                             |
| 2                           | Прус Анатолій Миколайович        | 04.11.2010            | середня            | член Комуністичної партії України | пенсіонер                                                             |
| 14                          | Мельниченко Валентина Едуардівна | 04.11.2010            | середня            | член Комуністичної партії України | Вовковинецьке відділення пошти, листоноша                             |
| 15                          | Бондар Зоя Андріївна             | 04.11.2010            | вища               | член Комуністичної партії України | Вовковинецька загальноосвітня школа, вчитель                          |
| 16                          | Островський Микола Антонович     | 04.11.2010            | вища               | член Комуністичної партії України | пенсіонер                                                             |
| 19                          | Загурський Руслан Болеславович   | 04.11.2010            | середня спеціальна | член Комуністичної партії України | приватний підприємець                                                 |
| Народна Партія              |                                  |                       |                    |                                   |                                                                       |
| 17                          | Мельник Руслан Олексійович       | 04.11.2010            | середня            | член Народної партії              | СЛКП «Флора», лісник                                                  |
| 18                          | Махлярчук Василь Павлович        | 04.11.2010            | середня            | член Народної партії              | Вовковинецьке лісництво, лісник                                       |
| 20                          | Бортняк Володимир Вікторович     | 04.11.2010            | вища               | член Народної партії              | Вовковинецьке лісництво, лісничий                                     |
| Партія «Демократичний Союз» |                                  |                       |                    |                                   |                                                                       |
| 12                          | Калінський Сергій Миколайович    | 04.11.2010            | середня            | член Партії «Демократичний Союз»  | Вовковинецька лікарня, медбратс томатологічного кабінету              |
| Партія регіонів             |                                  |                       |                    |                                   |                                                                       |
| 3                           | Загурська Лариса Леонтіївна      | 04.11.2010            | середня            | член Партії регіонів              | Вовковинецьке відділення почти, завідувачка відділення                |
| 4                           | Прямікова Оксана Семенівна       | 04.11.2010            | середня спеціальна | член Партії регіонів              | Вовковинецька селищна рада, землевпорядник                            |
| 6                           | Янківська Наталія Леонтіївна     | 04.11.2010            | вища               | член Партії регіонів              | Вовковинецька загальноосвітня школа, вчитель                          |
| 8                           | Янковський Віктор Леонідович     | 04.11.2010            | вища               | член Партії регіонів              | Жмеринська дистанція електропостачання, електромонтер                 |
| 9                           | Таранов Сергій Іванович          | 04.11.2010            | середня            | член Партії регіонів              | приватний підприємець                                                 |
| 10                          | Розводівська Ніна Броніславівна  | 04.11.2010            | вища               | член Партії регіонів              | Вовковинецька селищна рада, секретар                                  |
| 13                          | Андрікевич Олександр Васильович  | 04.11.2010            | середня            | член Партії регіонів              | Вовковинецький центр обслуговування пенсіонерів, завідувач відділення |
| Самовисування               |                                  |                       |                    |                                   |                                                                       |
| 5                           | Петращук Олександр Всеволодович  | 04.11.2010            | середня спеціальна | позапартійний                     | Залізнична станція Комарівці, електромеханік ЕЧК                      |
| 7                           | Яременко Валентина Володимирівна | 04.11.2010            | вища               | позапартійна                      | приватний підприємець                                                 |
| 11                          | Українець Анатолій Миколайович   | 04.11.2010            | вища               | позапартійний                     | тимчасово не працює                                                   |